# Daniël Raap
Daniël Raap (Amsterdam, 2 januari 1703 – aldaar, 10 januari 1754) was een Amsterdamse porseleinhandelaar die in de roerige jaren 1747 en 1748 actie voerde tegen de corrupte regenten en voor verheffing van Willem IV tot stadhouder. Hij huwde in april 1722 met Maria Sas. 

## Levensloop
Daniël Raap was de zoon van Abraham Raap, die als weduwnaar huwde met de moeder van Elias Colier. Elias was gehuwd met Hester Raap, de oudere zuster van Daniël. Daniël en Elias waren zwagers en stiefbroers, en collega's, beiden runden een porseleinwinkel.
Raap had zijn porseleinwinkel op de Vijgendam, het tweede huis van de Nes te Amsterdam. Volgens de Navorscher was er in de zeventiger jaren van de negentiende eeuw de boekwinkel van Tielkemeyer gevestigd. Tijdens de economische en politieke crisis van de jaren 1747 en 1748 trad Raap naar voren als leider van de Orangisten tegen de Amsterdamse regenten. In november 1747 organiseerde hij een petitie waarin de bevolking van de vroedschap eiste, dat Amsterdam in de Staten-Generaal zou stemmen voor het erfelijk stadhouderschap van Oranje. Dit gebeurde.
Gestimuleerd door het succes radicaliseerde de bevolking. Daniël Raap werd woordvoerder van de doelisten. Zij riepen stadhouder Willem IV op om in Amsterdam "de wet te verzetten". Dit gebeurde inderdaad op 2 september 1748, maar tot teleurstelling van Raap en de zijnen kwamen de nieuwe bestuurders weer uit dezelfde oude regentengeslachten.
Raap raakte in conflict met aanhangers van Oranje en met democraten die radicaler waren dan hijzelf. Bij zijn begrafenis in 1754 ontstonden rellen, zodat zijn lijk 's nachts overhaast werd bijgezet in de Oude Kerk.

## Begrafenis

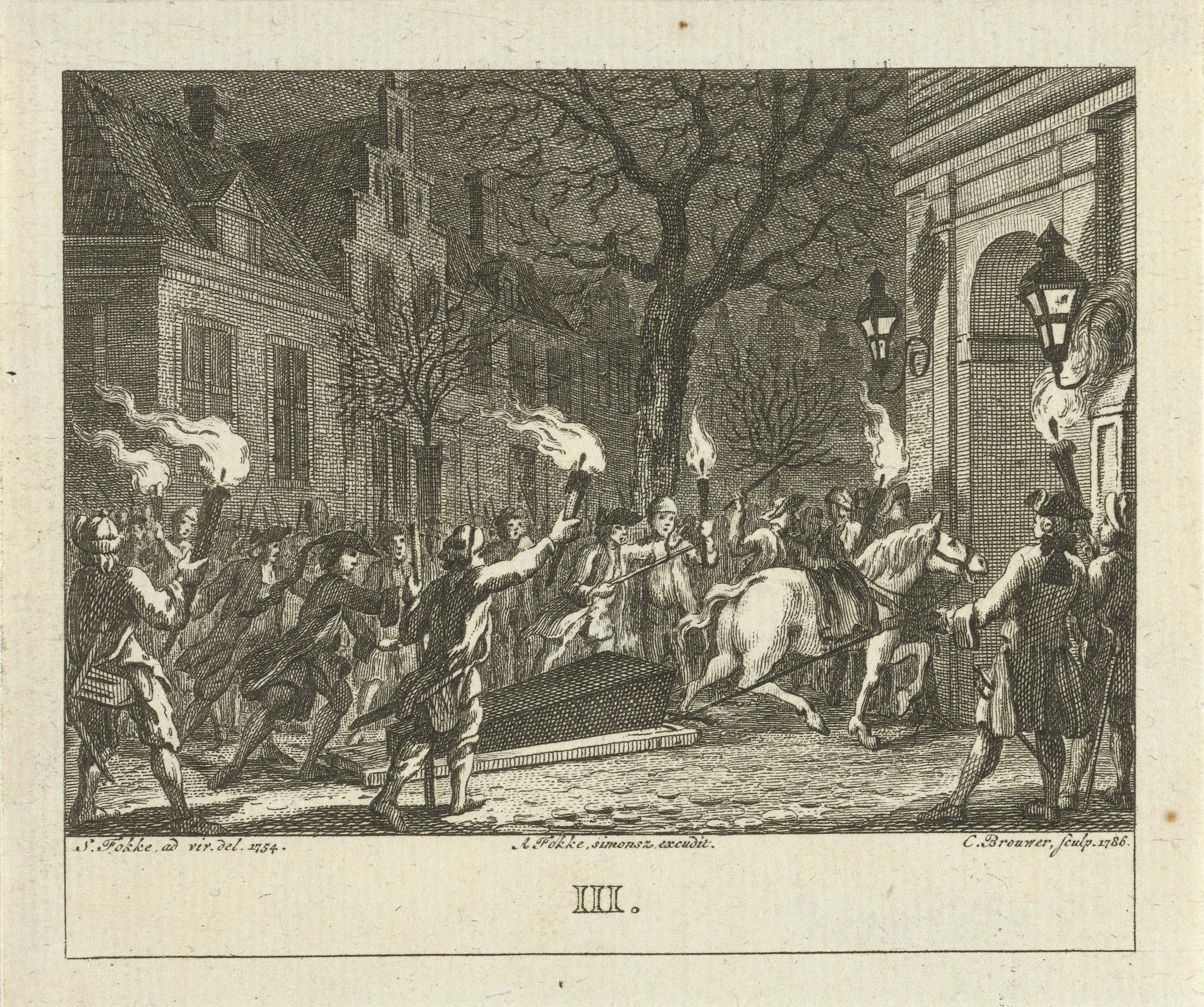
Begrafenis Daniel Raap in 1754

De Amsterdamse koopman Jacob Bicker Raye noteerde in zijn dagboek op 10 januari 1754: "Het vroegere opperhooft der muytelingen in dese stad werd als een beest int graf gesmeeten."
Op bevel van de overheid vond zijn begrafenis op 15 januari 1754 's nachts om twee uur plaats, en niet zoals juffrouw Raap, de weduwe, wilde om twee uur 's middags. Het stoffelijk overschot werd vervoerd op een koekslee, een vrachtslee zonder hekken, bespannen met een wit paard. In de haast had men de kist achterste voren geplaatst en was men het lijkkleed vergeten. Er was veel volk, niet het meest fatsoenlijke, op de been om te kijken. Op 't Oude Kerkplein had zich een grote menigte verzameld om zich meester te maken van het stoffelijk overschot om het naar het Galgenveld te brengen. Zij waren opgeroepen via 'begrafenisbriefjes', een soort pamflet. Het gespuis werd echter tegengehouden door de schutters die tot aan de torendeur van de kerk stonden opgesteld.
De lijkstaatsie ging op een drafje door de Warmoesstraat, omringd door de onderschout met zijn dienders met flambouwen, en gevolgd door de bloedverwanten. Daniel Raap jr. en de zwager Jan Romans hadden zelfs geen rouwmantel om. Snel werd de kist in graf no. 45 gegooid. De sleper ging via de Bierkaai terug. Degenen die het lijk begeleid hadden gingen gehaast via verschillende wegen naar huis, uit angst voor de woede van het volk. Lang na Raaps begrafenis werd een wit sleperspaard nog 'het paard van Raap' genoemd.